# 마니 케네디
마니 케네디(Marny Kennedy, 1994년 1월 12일 ~ )는 오스트레일리아의 배우이다. 《테일러는 12살》에서 테일러 프라이(Taylor Fry) 역으로 잘 알려져 있다.